# R. Lee Ermey
Ronald Lee Ermey (Emporia, Kansas, 1944. március 24. – Santa Monica, Kalifornia, 2018. április 15.) amerikai színész, szinkronszínész.
Világhírnévre az 1987-es Acéllövedék című filmmel tett szert, melyben Hartman kiképzőőrmestert játszotta. A szerepért Golden Globe-díjra jelölték legjobb férfi mellékszereplő kategóriában.
Gyakran alakított hatósági személyeket, például a Lángoló Mississippi (1988), a Fletch 2. – Szenzációs ajánlat (1989), a Hetedik (1995), a Harc a másodpercekért (1997) és A texasi láncfűrészes (2003) című filmekben. A Doktor House című sorozatban a címszereplő apját formálta meg, míg a Toy Story – Játékháború filmekben, a SpongyaBob Kockanadrág című rajzfilmsorozatban és a Rocket Power című animációs sorozatban a hangját kölcsönözte.
Színészi pályafutása előtt tizenegy évig szolgált az Amerikai Tengerészgyalogságnál és megjárta a vietnámi háborút is.

## Élete
1944-ben született a Kansas állambeli Emporiában, ahol egy farmon nevelkedett öt testvérével együtt. Tizennégy éves volt, amikor családjával együtt Washingtonba költöztek. A tizenéves Ermey többször összeütközésbe került a törvénnyel. Egyik ilyen alkalommal egy bíró ultimátumot adott neki: börtönbe küldi vagy katonai pályára lép. Ermey az utóbbit választotta és 1961-ben, tizenhét éves korában az Amerikai Tengerészgyalogság kötelékeibe állt.
2018. április 15-én reggel, 74 éves korában, a kaliforniai Santa Monica-i kórházban hunyt el tüdőgyulladás okozta szövődmények következtében. Temetésére 2019. január 18-án, pénteken került sor az Arlingtoni Nemzeti Temetőben.

## Színészi tevékenysége
Leszerelése után az University of Manila drámaszakos hallgatójaként szerepet kapott Sidney J. Furie A fiúk a C századból (1978) című vietnámi háborús filmjében. Egy helikopter pilótájaként kisebb szerepben feltűnt Francis Ford Coppola Apokalipszis most című 1979-es filmjében is. Ezekben a filmekben Ermey katonai tanácsadóként is közreműködött.
1987-ben Stanley Kubrick Acéllövedék című filmje hozta el számára a hírnevet a filmvásznon. Eredetileg csupán tanácsadó lett volna, de Kubrick végül nekiadta Hartman tüzér őrmester szerepét – Ermey ugyanis korábbi kiképző őrmesteri élményei alapján összeállított egy válogatott sértéseket tartalmazó instrukciós hanganyagot, mely lenyűgözte a rendezőt. Tőle szokatlan módon Kubrick azt is megengedte Ermeynek, hogy saját maga írja meg szövegeit és improvizáljon a forgatás közben. Ermey alakítását méltatták a kritikusok és Golden Globe-díjra jelölték legjobb férfi mellékszereplő kategóriában.
Bár az Acéllövedék sikerét nem tudta megismételni, négy évtizedes pályafutása során olyan filmekben tűnt fel (legtöbbször katonákat, rendőröket és hasonló mellékszerepeket alakítva), mint a Lángoló Mississippi (1988), a Fletch 2. – Szenzációs ajánlat (1989), A terror iskolája (1991), a Lángoló jég (1994), a Csupasz pisztoly 33 1/3 – Az utolsó merénylet (1994), a Hetedik (1995), a Las Vegas, végállomás (1995) és a Törjön ki a frász! (1996). A texasi láncfűrészes (2003) és A texasi láncfűrészes mészárlás: A kezdet (2006) című horrorfilmekben a szadista Hoyt seriffet formálta meg.
A szinkronszínészként is aktív Ermey az Őrmester elnevezésű játékfigura hangját kölcsönözte a Toy Story – Játékháború (1995) című animációs filmben és annak több folytatásában. További szinkronszerepeket vállalt egyebek mellett a Csillagközi invázió (1997), a Nincs több suli (2001), illetve az X-Men: Az ellenállás vége (2006) című filmekben.
Miután az 1990-es évek folyamán egy-egy epizód erejéig feltűnt a Mesék a kriptából és az X-akták című sorozatokban (utóbbinak a Jézus sebei című, harmadik évadbeli részében), a Doktor House című sorozat két epizódjában a címszereplő katonai múlttal rendelkező, fiát vasszigorral felnevelő apját játszotta. A 2000-es évek végén és a 2010-es években Lock n' Load with R. Lee Ermey, illetve GunnyTime címmel saját ismeretterjesztő műsorokat vezetett, melyekben különféle fegyvereket és harcászati eszközöket mutatott be a nézőknek, gyakran humoros formában.
Egyéb televíziós (és szinkronos) munkái közé tartozik A Simpson család, a Hódító hódok, a Family Guy, a Kim Possible, a Billy és Mandy kalandjai a kaszással, a SpongyaBob Kockanadrág, a Batman: A bátor és a vakmerő és a Kung Fu Panda – A rendkívüliség legendája.

## Válogatott filmográfia

### Film
| Év   | Magyar cím                                    | Eredeti cím                                          | Szerep                               | Magyar hang       |
| ---- | --------------------------------------------- | ---------------------------------------------------- | ------------------------------------ | ----------------- |
| 1978 | A fiúk a C századból                          | The Boys in Company C                                | Loyce törzsőrmester                  |                   |
| 1979 | Apokalipszis most                             | Apocalypse Now                                       | helikopter pilótája                  |                   |
| 1979 |                                               | Up from the Depths                                   | Lee                                  |                   |
| 1984 | Bíborszív                                     | Purple Hearts                                        | Gunny                                |                   |
| 1987 | Acéllövedék                                   | Full Metal Jacket                                    | Hartman tüzér őrmester               |                   |
| 1988 | Lángoló Mississippi                           | Mississippi Burning                                  | Tilman polgármester                  | Gruber Hugó       |
| 1988 | Lángoló Mississippi                           | Mississippi Burning                                  | Tilman polgármester                  | Szokolay Ottó     |
| 1988 | Lángoló Mississippi                           | Mississippi Burning                                  | Tilman polgármester                  | Szersén Gyula     |
| 1988 | Lángoló Mississippi                           | Mississippi Burning                                  | Tilman polgármester                  | Garai Róbert      |
| 1989 | A Glória támaszpont ostroma                   | The Siege of Firebase Gloria                         | Bill Hafner törzsőrmester / narrátor | Tolnai Miklós     |
| 1989 | Fletch 2. – Szenzációs ajánlat                | Fletch Lives                                         | Jimmy Lee Farnsworth                 | Szokolay Ottó     |
| 1989 | Fletch 2. – Szenzációs ajánlat                | Fletch Lives                                         | Jimmy Lee Farnsworth                 | Rosta Sándor      |
| 1990 | A démon-medál átka                            | Demonstone                                           | Joe Haines ezredes                   | Kránitz Lajos     |
| 1990 | A hasadék                                     | The Rift                                             | Phillips kapitány                    | Kristóf Tibor     |
| 1990 | A kölyök                                      | Kid                                                  | Luke                                 | Tolnai Miklós     |
| 1991 |                                               | The Terror Within II                                 | Von Demming                          |                   |
| 1991 | A terror iskolája                             | Toy Soldiers                                         | Kramer tábornok                      | Kiss Gábor        |
| 1991 | Korpa között                                  | True Identity                                        | Houston főnöke                       |                   |
| 1993 | Banya csak egy van                            | Hexed                                                | Ferguson nyomozó                     |                   |
| 1993 | Sommersby                                     | Sommersby                                            | Dick Mead                            | Kisfalussy Bálint |
| 1993 | Testrablók                                    | Body Snatchers                                       | Platt tábornok                       | Barbinek Péter    |
| 1994 | Harc az olajért                               | Chain of Command                                     | Benjamin Brewster                    | Ujlaki Dénes      |
| 1994 | Harc az olajért                               | Chain of Command                                     | Benjamin Brewster                    | Várkonyi András   |
| 1994 | Lángoló jég                                   | On Deadly Ground                                     | Stone                                | Varga Tamás       |
| 1994 | Csupasz pisztoly 33 1/3 – Az utolsó merénylet | Naked Gun 33⅓: The Final Insult                      | őr a kantinban (cameo)               | Várkonyi András   |
| 1994 | A szerelem fegyvere                           | Love Is a Gun                                        | Frank Deacon                         | Kránitz Lajos     |
| 1995 | Az őrület fészke                              | Murder in the First                                  | Clawson bíró                         | Tolnai Miklós     |
| 1995 | Savate – Vadnyugati pankrátorok               | Savate                                               | Benedict                             | Barbinek Péter    |
| 1995 | Riválisok 3. – Nincs visszaút                 | Best of the Best 3: No Turning Back                  | Brian tiszteletes                    | Várkonyi András   |
| 1995 | Hetedik                                       | Seven                                                | rendőrkapitány                       | Gruber Hugó       |
| 1995 | Las Vegas, végállomás                         | Leaving Las Vegas                                    | gyűlésező                            | Palóczy Frigyes   |
| 1995 |                                               | Under the Hula Moon                                  | J. P. McIntire alezredes             |                   |
| 1995 | Toy Story – Játékháború                       | Toy Story                                            | Őrmester (hangja)                    | Rosta Sándor      |
| 1995 | Ments meg, Uram!                              | Dead Man Walking                                     | Clyde Percy                          | Varga T. József   |
| 1995 | Ments meg, Uram!                              | Dead Man Walking                                     | Clyde Percy                          | Barbinek Péter    |
| 1996 | Törjön ki a frász!                            | The Frighteners                                      | Hiles őrmester                       | Horkai János      |
| 1997 | Harc a másodpercekért                         | Prefontaine                                          | Bill Bowerman                        |                   |
| 1997 | Halott ember ritkán táncol                    | Dead Men Can't Dance                                 | Id. Pullman T. Fowler                |                   |
| 1997 | Halálkanyar                                   | Switchback                                           | Buck Olmstead seriff                 | Papp János        |
| 1997 | Csillagközi invázió                           | Starship Troopers                                    | hangosbemondó (hangja)               |                   |
| 1998 | A galaxis kapuja                              | The Sender                                           | Rosewater ezredes                    |                   |
| 1998 |                                               | Gunshy                                               | Jerry                                |                   |
| 1999 | Életfogytig                                   | Life                                                 | Pike seriff idősen                   | Bácskai János     |
| 1999 |                                               | Avalanche                                            | Gary                                 |                   |
| 1999 | Toy Story – Játékháború 2.                    | Toy Story 2                                          | Őrmester (hangja)                    | Rosta Sándor      |
| 2000 | Rizikófaktor                                  | The Chaos Factor                                     | Ben Wilder ezredes                   |                   |
| 2000 | Családi tótágas                               | Skipped Parts                                        | Caspar Callahan                      |                   |
| 2000 |                                               | Buzz Lightyear of Star Command: The Adventure Begins | Őrmester (hangja)                    |                   |
| 2000 |                                               | Jericho                                              | Marshall                             |                   |
| 2001 | Nő a baj                                      | Saving Silverman                                     | Norton edző                          | Kránitz Lajos     |
| 2001 | Nincs több suli                               | Recess: School's Out                                 | O'Malley ezredes (hangja)            | Vizy György       |
| 2001 | Megiddó                                       | Megiddo: The Omega Code 2                            | Richard Benson elnök                 | Rajhona Ádám      |
| 2001 | Maffiák kereszttüzében                        | Scenes of the Crime                                  | Mr. Parker                           | Orosz István      |
| 2001 | Szembesítés                                   | Taking Sides                                         | Wallace tábornok                     | Helyey László     |
| 2001 |                                               | On the Borderline                                    | Elias százados                       |                   |
| 2002 | Fuss, Ronnie, fuss!                           | Run Ronnie Run!                                      | gyermekrablók főnöke (cameo)         | Végh Ferenc       |
| 2002 | Igazság helyett                               | The Salton Sea                                       | Verne Plummer                        |                   |
| 2002 | Lökött ügynök                                 | Frank McKlusky, C.I.                                 | zsoké mester                         |                   |
| 2002 |                                               | A.K.A. Birdseye                                      | Gathers seriff                       |                   |
| 2003 |                                               | Toy Story: Buzz Lightyear's Blast Up Together        | Őrmester (hangja)                    |                   |
| 2003 | Willard                                       | Willard                                              | Frank Martin                         | Kristóf Tibor     |
| 2003 | A texasi láncfűrészes                         | The Texas Chainsaw Massacre                          | Hoyt seriff                          | Izsóf Vilmos      |
| 2005 | Szemtelen szemtanúk                           | Man of the House                                     | Nichols százados                     | Izsóf Vilmos      |
| 2006 | X-Men: Az ellenállás vége                     | X-Men: The Last Stand                                | Őrmester (cameo hangja)              | Lukácsi József    |
| 2006 | Cápa csali                                    | Shark Bait                                           | Jack (hangja)                        |                   |
| 2006 | A texasi láncfűrészes mészárlás: A kezdet     | The Texas Chainsaw Massacre: The Beginning           | Charlie Hewitt / Hoyt seriff         | Bezerédi Zoltán   |
| 2007 | Napforduló                                    | Solstice                                             | Leonard                              | Végh Ferenc       |
| 2010 | Toy Story 3.                                  | Toy Story 3                                          | Őrmester (hangja)                    | Rosta Sándor      |
| 2012 | Kertvárosi kommandó                           | The Watch                                            | Manfred                              | Szersén Gyula     |

### Televízió
| Év        | Magyar cím                                | Eredeti cím                           | Szerep                                 | Megjegyzések                                |
| --------- | ----------------------------------------- | ------------------------------------- | -------------------------------------- | ------------------------------------------- |
| 1987      | Miami Vice                                | Miami Vice                            | Ernest Haskell nyomozóőrmester         | 1 epizód                                    |
| 1990      | A kockázat                                | The Take                              | Weller                                 | - tévéfilm - magyar hangja: - Szersén Gyula |
| 1990      | Ma este harapok                           | I'm Dangerous Tonight                 | Ackman hadnagy                         | - tévéfilm - magyar hangja: - Gruber Hugó   |
| 1990      | 83 óra rettegés                           | 83 Hours 'Til Dawn                    | Glen Fairling                          | - tévéfilm - magyar hangja: - Papp János    |
| 1993      | Vadnyugati fejvadász                      | The Adventures of Brisco County, Jr.  | Marshal Brisco                         | 2 epizód                                    |
| 1994      |                                           | French Silk                           | Crowder főnök                          | tévéfilm                                    |
| 1994      |                                           | Rise and Walk: The Dennis Byrd Story  | Mr. Byrd                               | tévéfilm                                    |
| 1994      | Mesék a kriptából                         | Tales from the Crypt                  | seriff                                 | 1 epizód                                    |
| 1995      | Űrháború 2063                             | Space: Above and Beyond               | Bougus törzsőrmester                   | 1 epizód                                    |
| 1995      | X-akták                                   | The X-Files                           | Findley tiszteletes                    | 1 epizód (Jézus sebei)                      |
| 1995      | Emberrablók                               | Kidnapped                             | Frank                                  | tévéfilm                                    |
| 1995–2015 | A Simpson család                          | The Simpsons                          | Leslie "Hap" Hapablap ezredes (hangja) | 2 epizód                                    |
| 1996      |                                           | Soul of the Game                      | Wilkie                                 | tévéfilm                                    |
| 1997      | A tömegpusztítás fegyverei                | Weapons of Mass Distraction           | Billy Paxton                           | - tévéfilm - magyar hangja: - Szersén Gyula |
| 1997      | Hódító hódok                              | The Angry Beavers                     | Goonther őrmester (hangja)             | 1 epizód                                    |
| 1997      | Önkéntes lovasság                         | Rough Riders                          | John Hay külügyminiszter               | minisorozat (2 epizód)                      |
| 1997–1998 |                                           | Cracker                               | Fry hadnagy                            | 16 epizód                                   |
| 1999      |                                           | You Know My Name                      | Nix marsall                            | tévéfilm                                    |
| 1999      |                                           | Big Guy and Rusty the Boy Robot       | Thorton tábornok (hangja)              | 26 epizód                                   |
| 1999      | A főbérlő: a halál                        | The Apartment Complex                 | Frank Stanton                          | - tévéfilm - magyar hangja: - Kárpáti Tibor |
| 1999–2000 | Csillagközi invázió – Az űr zsoldosai     | Roughnecks: STC                       | Sanchez légi marsall (hangja)          | 4 epizód                                    |
| 2001–2011 | Family Guy                                | Family Guy                            | edző / Alzheimeres kiképző (hangja)    | 2 epizód                                    |
| 2002      | Dokik                                     | Scrubs                                | a Mindenes apja                        | 1 epizód                                    |
| 2002      |                                           | Invader Zim                           | Hobo 678 őrmester (hangja)             | 1 epizód                                    |
| 2003      |                                           | Fillmore!                             | Thrift ezredes (hangja)                | 1 epizód                                    |
| 2003      | Kim Possible                              | Kim Possible                          | Sims tábornok (hangja)                 | 2 epizód                                    |
| 2004      | Billy és Mandy kalandjai a kaszással      | The Grim Adventures of Billy & Mandy  | kiképző őrmester (hangja)              | 1 epizód                                    |
| 2004      |                                           | Father of the Pride                   | Bunny őrmester (hangja)                | 1 epizód                                    |
| 2005–2008 | Doktor House                              | House                                 | John House                             | 2 epizód                                    |
| 2007      | SpongyaBob Kockanadrág                    | SpongeBob SquarePants                 | börtönigazgató (hangja)                | 1 epizód                                    |
| 2008      | Az utolsó órában                          | Eleventh Hour                         | Bob Henson                             | 1 epizód                                    |
| 2009      |                                           | Lock n' Load with R. Lee Ermey        | önmaga (házigazda)                     | 13 epizód                                   |
| 2009–2011 | Batman: A bátor és a vakmerő              | Batman: The Brave and the Bold        | Wildcat (hangja)                       | 4 epizód                                    |
| 2010      | Esküdt ellenségek: Különleges ügyosztály  | Law & Order: Special Victims Unit     | Walter Burlock                         | 1 epizód                                    |
| 2012–2015 | Kung Fu Panda – A rendkívüliség legendája | Kung Fu Panda: Legends of Awesomeness | Tsin tábornok (hangja)                 | 3 epizód                                    |
| 2015–2017 |                                           | GunnyTime                             | önmaga (házigazda)                     | 31 epizód                                   |
| 2015      |                                           | Military Makeover                     | önmaga (házigazda)                     |                                             |

## Fordítás
- Ez a szócikk részben vagy egészben  a   R. Lee Ermey című angol Wikipédia-szócikk fordításán alapul.  Az eredeti cikk szerkesztőit annak laptörténete sorolja fel. Ez a jelzés csupán a megfogalmazás eredetét és a szerzői jogokat jelzi, nem szolgál a cikkben szereplő információk forrásmegjelöléseként.